# Новосілки (Буська міська громада)
Новосі́лки (давня назва Новосілки Ліські) — село в Україні, у Буській міській громаді, Золочівського району, Львівської області. До 2020 року — адміністративний центр Новосілківської сільської ради, якій підпорядковувалися також села Дунів, Кудирявці та Лісок, нині орган місцевого самоврядування — Буська міська громада. Населення становить 519 осіб.

## Географія
Село Новосілки розташоване за 47 км від обласного центру, за 40 км від районного центру та 19 км від адміністративного центру міської громади, що проходить почасти шляхом E40. За 7 км знаходиться найближча залізнична станція Задвір'я. По північній межі села тече річка Думниця. 
Вулиці
У Новосілках налічується 5 вулиць.
- Зелена
- Мала
- Нова
- Сонячна
- Шкільна

## Населення
Станом на 1932 рік у Новосілках мешкало 1624 особи, з них: 1330 українців, 260 латинників та 34 юдеї, початок 1939 року мешкало вже 1740 осіб, з них: 1450 українців, 10 поляків, 260 латинників та 20 юдеїв. За даними всеукраїнського перепису населення 2001 року в селі Ланерівка мешкало 1040 осіб.
Мова
Розподіл населення за рідною мовою за даними перепису 2001 року був наступним:
| українська | 1038 | 99,81 |
| російська  | 2    | 0,19  |

## Історія

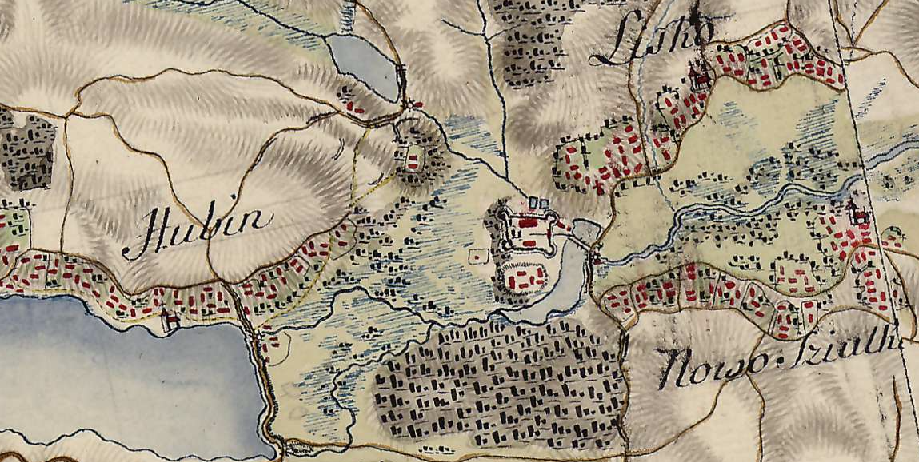
Замок-форт біля Новосілок на мапі XVIII століття

## Пам'ятки, визначні місця

### Церква святого Миколая
Давніша дерев'яна церква у Новосілках знаходилася, ймовірно, за 340 метрів на північ від нинішньої дерев'яної церкви (тепер на цьому місці, серед селянських полів розташовується, ймовірно, капличка). Кажуть, її продали громаді Полоничів, яка втратила свою церкву під час пожежі. У цій церкві останні роки свого життя (1842—1843) правив о. Маркіян Шашкевич. 
Нинішня дерев'яна церква святого Миколая, зведена у 1893 році за проєктом відомого українського галицького архітектора Василя Нагірного, хоча в шематизмах XX століття, 1894 рік вказаний роком будівництва нинішньої дерев'яної церкви. Зовнішній ремонт церкви розпочали у 2010 році. На південний-захід від церкви розташована дерев'яна двоярусна дзвіниця.

### Народний музей Маркіяна Шашкевича
13 листопада 2011 року у приміщенні старої школи села Новосілки до 200-ліття від дня народження було відкрито музей о. Маркіяна Шашкевича. У трьох залах музею виставлено предмети побуту першої половини XIX століття, примірники перших видань «Русалки Дністрової», фотографії з перепоховання о. Маркіяна у 1893 році. 22 листопада 2012 року музею о. Маркіяна Шашкевича в селі Новосілки присвоєно звання «Народний».

### Пам'ятники, меморіали
- Пам'ятник на місці першого поховання о. Маркіяна Шашкевича на сільському цвинтарі.
- Пам'ятник о. Маркіяну Шашкевичу встановлений перед музеєм Маркіяна Шашкевича (скульптор Теодозія Бриж)[14].

## Відомі люди
- о. Маркіян Шашкевич — український (галицький) письменник, поет, перекладач, священник УГКЦ. Помер у Новосілках.

## Інфраструктура

### Освіта
Одноповерхова будівля школи у Новосілках зведена у 1928 році.
Нині у селі функціює Новосілківський заклад загальної середньої освіти I—II ступенів імені Маркіяна Шашкевича Буської міської ради, розрахований на 70 дітей. 